# Birendra de Nepal
Birendra Bir Bikram Shah Dev de Nepal (en nepalí विरेन्द्र वीर विक्रम शाह देव; Katmandú, 28 de diciembre de 1945-Ib., 1 de junio de 2001) fue rey de Nepal entre 1972 y 2001, hijo del rey Mahendra, a quien sucedió. Su reinado estuvo marcado por la decadencia crónica del Reino de Nepal, la insurgencia comunista y posterior guerra civil en donde encontró su muerte.

## Biografía
Birendra nació en el Palacio Real de Narayanhity en Katmandú, siendo el hijo varón mayor del entonces Príncipe Heredero Mahendra y de su primera esposa, la Princesa Heredera Indra Rajya Lakshmi Devi.
Fue educado primero en el Colegio de San José de Darjeeling, una institución jesuita. Posteriormente, su educación prosiguió en prestigiosas instituciones alrededor del mundo, incluyendo el Colegio Eton en el Reino Unido y la Universidad de Harvard en los Estados Unidos, así como en la Universidad de Tokio. Viajó mucho antes de ascender al trono.

Escudo del rey Birendra como caballero de la Orden de Carlos III.

En 1983 los Reyes de Nepal y la Princesa Sharada (hermana de Birendra) con su esposo, Kumar Khadga, realizaron una visita oficial a España, la cual devolvieron los Reyes de España, visitando Nepal en 1987, acompañados por la Infanta Cristina.
Mucho más abierto a la democracia parlamentaria que su padre, la restableció por vía de un referéndum constitucional en 1990. Pese a lo anterior, el alzamiento del Partido Comunista Unificado de Nepal (Maoísta), con las graves consecuencias sociales, trajo consigo una gran desestabilización del Reino. Esto se acentuó aún más con su muerte y la de buena parte de su familia a manos de su hijo, el Príncipe Dipendra, en la masacre real ocurrida el 1 de junio del año 2001.

## Matrimonio y descendencia
Como muchos de sus antecesores, Birendra contrajo matrimonio con un miembro de la dinastía Rana. Él lo hizo con Aishwarya Rajya Lakshmi Devi Shah (1945-2001), de soltera Lady Aishwarya Rana, y su prima segunda. Su matrimonio tuvo lugar el 27 de febrero de 1970.
Fueron sus hijos:
- Príncipe Dipendra (27 de junio de 1971 - 4 de junio de 2001).
- Princesa Shruti (15 de octubre de 1976 - 1 de junio de 2001).
- Príncipe Nirajan (6 de noviembre de 1977 - 1 de junio de 2001).

## Títulos y tratamientos
Esta tabla aún no está actualizada. Puedes contribuir aportando información sobre títulos y tratamientos de esta persona.

## Distinciones honoríficas

### Distinciones honoríficas nepalíes
- Medalla Conmemorativa de la Coronación del Rey Mahendra (02/05/1956).
- Soberano Gran Maestre de la Orden del Soberano Benevolente (31/01/1972).
- Soberano Gran Maestre de la Orden de la Huella de Nepal (31/01/1972).
- Soberano Gran Maestre de la Orden de la Huella de la Democracia de Tribhuvan (31/01/1972).
- Soberano Gran Maestre de la Orden de la Estrella de Nepal (31/01/1972).
- Soberano Gran Maestre de la Orden del Poder del Mantra de Rama (31/01/1972).
- Soberano Gran Maestre de la Orden de los Tres Divinos Poderes (31/01/1972).
- Soberano Gran Maestre de la Orden de la Mano Derecha de Gorkha (31/01/1972).
- Condecoración de Honor de Nepal (31/01/1972).
- Gloriosísima Cadena de Mahendra (31/01/1972).

### Distinciones honoríficas extranjeras
- Caballero gran cruz con collar de la Orden del Millón de Elefantes y del Parasol Blanco (Reino de Laos, 1970).
- Caballero gran collar de la Orden del Nilo (República Árabe de Egipto, 1974).
- Caballero gran estrella de la Orden de la Estrella Yugoslava (República Federativa Socialista de Yugoslavia, 02/02/1974).
- Caballero gran collar de la Suprema Orden del Crisantemo (Estado de Japón, 1975).
- Real Cadena Victoriana (Reino Unido, 23/02/1975).
- Caballero gran cruz de la Orden del León Neerlandés (Reino de los Países Bajos, 22/03/1975).
- Premio Faisán de Oro (Estado de Japón, 1978).
- Caballero de la Orden del Rajamitrabhorn (Reino de Tailandia, 1979).
- Caballero gran collar de la Orden de Makarios III (República de Chipre, 1980).
- Caballero del collar de la Real y Distinguida Orden de Carlos III (Reino de España, 19/09/1983).[7]
- Caballero gran cruz de la Orden de la Legión de Honor (República Francesa, 02/05/1983).[8]
- Caballero de primera clase la Orden de la Excelencia (República Islámica de Pakistán, 1983).
- Caballero gran cruz clase especial de la Orden del Mérito de la República Federal de Alemania (Alemania, 1986).
- Caballero de primera clase de la Orden Estrella de Rumania (República Socialista de Rumanía, 1987).
- Comandante gran cruz con collar de la Orden de la Rosa Blanca (República de Finlandia, 1988).
- Caballero de la Orden del Elefante (Reino de Dinamarca, 17/10/1989).
- Caballero gran collar de la Orden al Mérito de Chile (República de Chile, 1989).

## Ancestros
|  |                                                                     |  |  |  |  |  |  |  |  |  |  |  |  |  |  |  |
|  | 16. Trailokya, Príncipe Heredero de Nepal                           |  |  |  |  |  |  |  |  |  |  |  |  |  |  |  |
|  |                                                                     |  |  |  |  |  |  |  |  |  |  |  |  |  |  |  |
|  |                                                                     |  |  |  |  |  |  |  |  |  |  |  |  |  |  |  |
|  | 8. Rey Prithvi de Nepal                                             |  |  |  |  |  |  |  |  |  |  |  |  |  |  |  |
|  |                                                                     |  |  |  |  |  |  |  |  |  |  |  |  |  |  |  |
|  |                                                                     |  |  |  |  |  |  |  |  |  |  |  |  |  |  |  |
|  | 17. Lalit Rajya Lakshmi Devi                                        |  |  |  |  |  |  |  |  |  |  |  |  |  |  |  |
|  |                                                                     |  |  |  |  |  |  |  |  |  |  |  |  |  |  |  |
|  |                                                                     |  |  |  |  |  |  |  |  |  |  |  |  |  |  |  |
|  | 4. Rey Tribhuvan de Nepal                                           |  |  |  |  |  |  |  |  |  |  |  |  |  |  |  |
|  |                                                                     |  |  |  |  |  |  |  |  |  |  |  |  |  |  |  |
|  |                                                                     |  |  |  |  |  |  |  |  |  |  |  |  |  |  |  |
|  | 9. Divyeshwari Rajya Lakshmi Devi, princesa Rajput del Punyab       |  |  |  |  |  |  |  |  |  |  |  |  |  |  |  |
|  |                                                                     |  |  |  |  |  |  |  |  |  |  |  |  |  |  |  |
|  |                                                                     |  |  |  |  |  |  |  |  |  |  |  |  |  |  |  |
|  | 2. Rey Mahendra de Nepal                                            |  |  |  |  |  |  |  |  |  |  |  |  |  |  |  |
|  |                                                                     |  |  |  |  |  |  |  |  |  |  |  |  |  |  |  |
|  |                                                                     |  |  |  |  |  |  |  |  |  |  |  |  |  |  |  |
|  | 10. Arjan Singh Sahib, Rajá de Chhatara, Barhgaon y Oudh            |  |  |  |  |  |  |  |  |  |  |  |  |  |  |  |
|  |                                                                     |  |  |  |  |  |  |  |  |  |  |  |  |  |  |  |
|  |                                                                     |  |  |  |  |  |  |  |  |  |  |  |  |  |  |  |
|  | 5. Kanti Rajya Lakshmi Devi                                         |  |  |  |  |  |  |  |  |  |  |  |  |  |  |  |
|  |                                                                     |  |  |  |  |  |  |  |  |  |  |  |  |  |  |  |
|  |                                                                     |  |  |  |  |  |  |  |  |  |  |  |  |  |  |  |
|  | 11. Krishnavati Devi Sahiba                                         |  |  |  |  |  |  |  |  |  |  |  |  |  |  |  |
|  |                                                                     |  |  |  |  |  |  |  |  |  |  |  |  |  |  |  |
|  |                                                                     |  |  |  |  |  |  |  |  |  |  |  |  |  |  |  |
|  | 1. Rey Birendra de Nepal                                            |  |  |  |  |  |  |  |  |  |  |  |  |  |  |  |
|  |                                                                     |  |  |  |  |  |  |  |  |  |  |  |  |  |  |  |
|  |                                                                     |  |  |  |  |  |  |  |  |  |  |  |  |  |  |  |
|  | 24. Dhir Shamsher Jang Bahadur Rana                                 |  |  |  |  |  |  |  |  |  |  |  |  |  |  |  |
|  |                                                                     |  |  |  |  |  |  |  |  |  |  |  |  |  |  |  |
|  |                                                                     |  |  |  |  |  |  |  |  |  |  |  |  |  |  |  |
|  | 12. Juddha Shamsher Jang Bahadur Rana, Maharajá de Lambjang y Kaski |  |  |  |  |  |  |  |  |  |  |  |  |  |  |  |
|  |                                                                     |  |  |  |  |  |  |  |  |  |  |  |  |  |  |  |
|  |                                                                     |  |  |  |  |  |  |  |  |  |  |  |  |  |  |  |
|  | 25. Juhar Kumari Devi                                               |  |  |  |  |  |  |  |  |  |  |  |  |  |  |  |
|  |                                                                     |  |  |  |  |  |  |  |  |  |  |  |  |  |  |  |
|  |                                                                     |  |  |  |  |  |  |  |  |  |  |  |  |  |  |  |
|  | 6. Hari Shamsher Jang Bahadur Rana, Maharajá de Lambjang y Kaski    |  |  |  |  |  |  |  |  |  |  |  |  |  |  |  |
|  |                                                                     |  |  |  |  |  |  |  |  |  |  |  |  |  |  |  |
|  |                                                                     |  |  |  |  |  |  |  |  |  |  |  |  |  |  |  |
|  | 26. N. Bikram Shah                                                  |  |  |  |  |  |  |  |  |  |  |  |  |  |  |  |
|  |                                                                     |  |  |  |  |  |  |  |  |  |  |  |  |  |  |  |
|  |                                                                     |  |  |  |  |  |  |  |  |  |  |  |  |  |  |  |
|  | 13. Jetha Bada Maharani Padma Kumari                                |  |  |  |  |  |  |  |  |  |  |  |  |  |  |  |
|  |                                                                     |  |  |  |  |  |  |  |  |  |  |  |  |  |  |  |
|  |                                                                     |  |  |  |  |  |  |  |  |  |  |  |  |  |  |  |
|  | 3. Indra Rajya Lakhsmi Devi                                         |  |  |  |  |  |  |  |  |  |  |  |  |  |  |  |
|  |                                                                     |  |  |  |  |  |  |  |  |  |  |  |  |  |  |  |
|  |                                                                     |  |  |  |  |  |  |  |  |  |  |  |  |  |  |  |
|  | 14. N. Bikram Shah                                                  |  |  |  |  |  |  |  |  |  |  |  |  |  |  |  |
|  |                                                                     |  |  |  |  |  |  |  |  |  |  |  |  |  |  |  |
|  |                                                                     |  |  |  |  |  |  |  |  |  |  |  |  |  |  |  |
|  | 7. Megha Kumari Rajya Lakhsmi                                       |  |  |  |  |  |  |  |  |  |  |  |  |  |  |  |
|  |                                                                     |  |  |  |  |  |  |  |  |  |  |  |  |  |  |  |
|  |                                                                     |  |  |  |  |  |  |  |  |  |  |  |  |  |  |  |

| Precedido por: Mahendra Bir Bikram Shah Dev | Rey de Nepal 1972-2001 | Sucedido por: Dipendra Bir Bikram Shah Dev |